# Władimir Spieranski
Władimir Nikołajewicz Spieranski (ros. Владимир Николаевич Сперанский, ur. 1884 w Wysznim Wołoczku, zm. 1942 w Nolinsku) – rosyjski lekarz psychiatra. Autor około 20 prac naukowych, m.in. monografii poświęconej histerii i katatonii, przetłumaczonej także na język niemiecki (Karger, 1929).
Ukończył gimnazjum w Twerze, następnie studiował medycynę na wydziale medycznym Uniwersytetu Moskiewskiego, studia ukończył w 1911 roku. Do 1914 roku pracował w szpitalu w Wilnie, od 1917 do 1918 w Nowoczerkasku, od 1917 do 1918 znów w Wilnie, potem ewakuowany do Sławiańska, gdzie kierował szpitalem wojskowym. Od 1923 pracował w Juzowie (obecnie Donieck). Od 1931 kierował filią Charkowskiej Akademii Psychoneurologicznej w Doniecku. Zmarł w 1942 roku podczas ewakuacji Nolinska.

## Wybrane prace
- Методы лечения на Славянских Минеральных Водах. Славянск, 1920
- Внутренняя секреция и психические процессы: Приложение к журналу "Современная психоневрология" (Т. V, N 7-8): 1. Гормоно-рефлексология ; 2. Истерия и кататония. Эмоциональные атаксии. Неврастения. Формирование характеров в процессе эволюции общества. С предисл. В. П. Осипова. Киев, 1927
- Innere Sekretion und psychische Prozesse. I. Hormono-Reflexologie, II. Hysterie und Katatonie, emotionale Ataxien, Neurasthenie, Gestaltung der Charaktere im Prozess der Gesellschaftsevolution. Berlin: Karger, 1929